# Кломп, Флип
Флип Кломп (нидерл. Flip Klomp; род. 18 октября 2001) — нидерландский футболист, полузащитник клуба ХФК.

## Клубная карьера
Кломп — воспитанник клубов «Спортинг Мартинус», РОДА 23, АФК и «Аякс». В начале 2023 года игрок подписал контракт на 2,5 года с «Волендамом». 29 января в матче против «Гронингена» он дебютировал в Эредивизи. 